# Gianni Bazzanella
Gianni Bazzanella (* 11. Juli 1940 in Trient) ist ein italienischer Politiker (Democrazia Cristiana).
Er war von 1978 bis 1993 Mitglied des Trentiner Landtags. 1984 wurde er zudem zum Landesrat für Industriepolitik ernannt, trat aber 1985 infolge des Tesero-Dammbruchs zurück. Ab 1987 stand er als Präsident der Region Trentino-Südtirol der Regionalregierung vor. Als der amtierende Trentiner Landeshauptmann Mario Malossini 1992 aufgrund von Korruptionsvorwürfen im Zusammenhang des Mani-pulite-Skandals zurücktreten musste, übernahm er dessen Amt für die verbleibenden zwei Jahre der Legislaturperiode.
| Personendaten    | Personendaten                                  |
| ---------------- | ---------------------------------------------- |
| NAME             | Bazzanella, Gianni                             |
| KURZBESCHREIBUNG | italienischer Politiker (Democrazia Cristiana) |
| GEBURTSDATUM     | 11. Juli 1940                                  |
| GEBURTSORT       | Trient                                         |